# Arcybiskup większy
Arcybiskup większy – w Kościele katolickim tytuł zwierzchnika katolickiego Kościoła obrządku wschodniego, posiadającego własną jurysdykcję i autonomię.
Arcybiskup większy według Kan. 151 KKKW to metropolita stolicy określonej lub uznanej przez najwyższą władzę kościelną, który przewodniczy Kościołowi wschodniemu sui iuris, a któremu nie został nadany tytuł patriarszy.
Podobnie jak patriarcha arcybiskup większy jest wybierany przez synod Kościoła arcybiskupiego większego, po czym we własnoręcznie podpisanym liście zwraca się do papieża o zatwierdzenie wyboru. Po otrzymaniu zatwierdzenia następuje złożenie wyznania wiary i zaprzysiężenie elekta przed synodem biskupów danego Kościoła arcybiskupiego większego, a następnie zostaje przeprowadzona intronizacja, poprzedzona niekiedy przyjęciem święceń biskupich, o ile elekt wcześniej nie posiadał takowych. Jeżeli elekt nie zostanie zatwierdzony przez papieża, synod dokonuje ponownego wyboru w określonym terminie (Kan. 153).
Arcybiskupi więksi zaliczani są do hierarchów Kościoła, których kanon 984 KKKW wymienia w następującej kolejności: papież, patriarcha, arcybiskup większy, metropolita stojący na czele Kościoła metropolitalnego, biskup eparchialny i ci, którzy czasowo go zastępują w rządzeniu.
Arcybiskupi więksi zasiadający w kolegium kardynalskim zaliczani są do kardynałów prezbiterów, natomiast patriarchowie do kardynałów biskupów.
Arcybiskupi więksi są ipso iure (mocą samego prawa) członkami Kongregacji ds. Kościołów Wschodnich.

## Kościoły arcybiskupie większe i ich zwierzchnicy
| siedziba arcybiskupstwa            | nazwa Kościoła sui iuris          | arcybiskup większy          | nadanie Kościołowi tytułu arcybiskupstwa większego |
| ---------------------------------- | --------------------------------- | --------------------------- | -------------------------------------------------- |
| Kijów-Halicz (Ukraina)             | Ukraiński Kościół greckokatolicki | Swiatosław Szewczuk         | 1963                                               |
| Ernakulam-Angamaly (Kerala, Indie) | Syromalabarski Kościół katolicki  | Raphael Thattil             | 1992                                               |
| Trivandrum (Kerala, Indie)         | Syromalankarski Kościół katolicki | Baselios Cleemis Thottunkal | luty 2005                                          |
| Fogarasz-Alba Iulia (Rumunia)      | Rumuński Kościół Greckokatolicki  | Lucian Mureșan              | grudzień 2005                                      |